# تشارلز لويد (عسكري)
تشارلز لويد (بالإنجليزية: Charles Edward Maurice Lloyd)‏ هو عسكري أسترالي، ولد في 2 فبراير 1899 في South Fremantle, Western Australia ‏ في أستراليا، وتوفي في 31 مايو 1956 في برث في أستراليا.